# 鈴木敏夫
鈴木 敏夫（すずき としお、1948年〈昭和23年〉8月19日 - ）は、日本の映画プロデューサー、編集者。株式会社スタジオジブリ代表取締役議長、徳間記念アニメーション文化財団副理事長。
徳間書店取締役、徳間書店スタジオジブリ・カンパニープレジデント、徳間書店スタジオジブリ事業本部本部長、東京大学大学院情報学環特任教授、スタジオジブリ代表取締役社長などを歴任した。

## 来歴

### 生い立ち
愛知県名古屋市生まれ。名古屋市立金城小学校、東海中学校・高等学校を経て、慶應義塾大学文学部社会・心理・教育学科社会学専攻を卒業。
大学在学中は執筆作業など多くのアルバイトを経験した。就職活動では執筆作業の経験があることから知人の助言もあって新聞社や出版社を志す。動き出したのが遅かったことから大半の入社試験が終わっていた中で、新聞で募集告知を見た徳間書店を受験。
更に、野球が好きだったことからスポーツ新聞社にも興味を持ち、その中で「当時ほとんどのスポーツ紙の一面がジャイアンツだった中で、ここだけ一面が東映フライヤーズ」「メジャーの記事がいっぱい載っていて、ここへ入るとアメリカへ行けるかな」と思ったことからスポーツニッポンも併せて受験。しかしこのスポニチの面接の時に面接官が服が乱れた状態でひっくり返って座っていたのを見て、面接に臨もうとする自分には失礼なように映ったこともあって「人の人生が決まるかどうかっていう時にその態度はないんじゃないですか」と口答えしてしまう。後日、スポニチが不合格になったのはこれが原因だったと言うことを明かしている。
なお、スポーツニッポンの所属する毎日新聞グループが主催する「第78回毎日映画コンクール」（2023年の一年間の作品が対象）で「特別賞」を個人受賞するとともに映画『君たちはどう生きるか』が「アニメーション部門 大藤信郎賞」に選ばれ、2024年2月に授賞式に出席（後述）。3月には第96回アカデミー賞で同作が長編アニメ映画賞を受賞し、宮﨑駿と鈴木の両名に授与された。

### 徳間書店
大学卒業後の1972年、徳間書店入社。『週刊アサヒ芸能』企画部へ配属される。1973年、成人向け劇画雑誌『コミック＆コミック』編集部を経て、同年黒崎出版より刊行されていた、児童向けテレビ番組雑誌『テレビランド』がオイルショックのあおりを受けて徳間書店へ売却され、編集スタッフごと移ったのを機に自ら希望して『テレビランド』担当の児童少年編集部へ異動。
1978年、同編集部よりアニメ雑誌『アニメージュ』が創刊、発行される。80-81年、富野由悠季の連載「イデオン・ライナーノート」の担当編集者、『イデオン』特集も手がけた。
1981年には『アニメージュ』で、宮崎駿を初特集する。宮崎とは共同で『戦国魔城』と題した映画を企画し、徳間書店社長徳間康快に提出した。結果は不採用であった。「原作のない作品をアニメ化してもヒットするわけがない」という判断であった。そこで鈴木は、まず「原作となる漫画を連載しよう」と宮崎に提案した。
1982年に宮崎執筆の漫画『風の谷のナウシカ』連載開始に尽力し、漫画は大ヒットとなる。後に同作の映画化が決定すると、宮崎の意を受け、プロデューサーを引き受けるよう高畑勲を説得し、以降は高畑とともに『風の谷のナウシカ』の製作を支えた。
その後は、『アニメージュ』初代編集長の尾形英夫が児童少年編集部全体の統括を担うと、実質的に『アニメージュ』の編集実務を担当し、後に尾形の後任として、正式に2代目編集長に就任した。『風の谷のナウシカ』映画化後は徳間書店側の制作委員も務めた。
『アニメージュ』で編集長をしていた時期に、西谷史の『デジタル・デビル・ストーリー』を手掛け、第1巻のタイトルを『女神転生』に決め、メディアミックス作品として現在も続く人気ゲームシリーズとなった。

### スタジオジブリ
1985年6月15日、スタジオジブリ創設。その後も、鈴木はジブリ担当として徳間書店に在籍しながら、昼間はジブリに通って仕事を行い、夕方以降になってから徳間書店に戻って打ち合わせを行う生活を続けていた。
1989年10月にスタジオジブリへ移籍して以降は、同スタジオのほとんどの作品で映画プロデューサーを務めている。移籍した当時、『天空の城ラピュタ』『となりのトトロ』『火垂るの墓』などの作品は高い評価を得ながら興行成績は振るわず、高い人件費をかけているジブリの経営は火の車の状態であった。
経営的に『魔女の宅急便』が最後だと言われる状況であったが、そこで、日本テレビと提携することで、『魔女の宅急便』をヒットさせ、後のスタジオジブリ作品の興行的成功とブランド確立につなげた。
メイキングビデオ『もののけ姫はこうして生まれた。』では、爆発的なヒットを仕掛けた宣伝プロデューサーとしての一面が収められている。しかし『ホーホケキョ となりの山田くん』や『イノセンス』では興行目標がクリアされなかった。
1997年、スタジオジブリが徳間書店に吸収合併され、社内カンパニーとして発足した「スタジオジブリ・カンパニー」のプレジデントに就任した。1999年、同書店が事業本部制を導入し、「スタジオジブリ事業本部」が設立されると、本部長に就任した。2005年、スタジオジブリが徳間書店から再独立した際には、代表取締役社長に就任した。2008年2月1日付でスタジオジブリ代表取締役社長を退任し（後任は星野康二）、以降は代表取締役プロデューサーを務めていた。
『イノセンス』で共同プロデューサーをした、もう一人のプロデューサー石川光久に「ジブリの社長をやってくれないか」と打診していたが断られている。

### 2000年代の活動
2003年公開の押井守監督作品の実写映画では短編『KILLERS キラーズ』で「悪徳アニメプロデューサー」役、2006年公開の『立喰師列伝』では立喰師役の一人（これは本人の懇願によって実現した）、『THE NEXT GENERATION -パトレイバー-』のエピソード6では「『熱風社』」映像プロデューサー」として出演している。
2004年、東京大学大学院の情報学環で特任教授に就任し、「コンテンツ創造プログラム」などを講じた。
2016年に初の公開師弟対談を行う。対談相手は鈴木の下で仕事を学んだ石井朋彦。
2023年10月6日、日本テレビ放送網がスタジオジブリの株式を取得して子会社化したのと同時に、鈴木はスタジオジブリの代表取締役議長に就任した。
本業以外に『耳をすませば』に端役で出演している。『ハウルの動く城』では宮崎監督に代わり、公式ポスターの原画を、『ゲド戦記』では題字を担当している。また、DVD『ノンちゃん雲に乗る』の中で、大橋のぞみに付く二枚目風運転手役で出演しその横顔を決めている。

## 対人関係
高畑勲
アニメーション監督の高畑勲とは、『アニメージュ』の取材を通じて知り合った。プロデューサーの役割や映画の作り方について、高畑から学んだと語っている。高畑が『風の谷のナウシカ』で初めてプロデューサーを務めた際、鈴木も高畑とともに映画製作に携わっていた。高畑が勉強しながら手探りでプロデューサーを務める様を見て、鈴木は「非常に具体的かつ分かりやすくアニメーション映画の作り方を学べた」としている。
宮崎駿と鈴木が企画した『風の谷のナウシカ』の映画化が決定すると、宮崎の要望に基づき、鈴木は高畑にプロデューサーを引き受けるよう要請した。高畑が慎重な姿勢を崩さないため、鈴木は高畑の自宅に日参し1か月に渡って延々と説得を繰り返した。ところが、高畑は1か月かけて日本におけるプロデューサーの役割を分析しており、それを大学ノート1冊を費やして『プロデューサーとは何か?』と題した論文に纏め、「だから僕はプロデューサーに向いていない」と主張した。
呆れた鈴木が「理屈ではそうかもしれないですけれど、高畑さん、あなたは宮崎さんの友人でしょ。その友人が困っているんですよ。そんなときに、あなたは力を貸そうとしないんですか」と声を荒らげたため、高畑は『風の谷のナウシカ』のプロデューサーに就任することを諒承した。
しかし、アニメーション制作の拠点をどうするのか鈴木に目算がなかったため、高畑から「何を作るか、どうやって作るか。それを全部、宮崎駿におんぶに抱っこか?」と叱責された。以降は、高畑と鈴木が2人で制作拠点となるアニメーションスタジオの選定や人材の確保に奔走した。『風の谷のナウシカ』製作当時を振り返り、鈴木は「僕はプロデューサーという仕事を、このときプロデューサー初体験だった高畑さんから学んでいくんです」と述懐している。
宮崎吾朗
ランドスケープコンサルタントでランドスケープアーキテクトとして働いていた宮崎吾朗に声をかけ、三鷹の森ジブリ美術館のデザイナーとしてスタジオジブリに入社させた。ジブリ美術館の仕事を通じて「自分の考えを実行に移す彼のパワー」を評価した鈴木は、吾朗を『ゲド戦記』の企画に参加させ、宮崎駿の猛烈な反対を押し切って監督に据える。
吾朗は、ニコニコ生放送での対談で「親父（宮崎駿）のコネがなかったら、アニメを作ってないと思いますか？」という視聴者からの質問に「コネというより、そこに鈴木敏夫がいたことのほうが問題だと思う」と述べている。鈴木は吾朗のこの発言を遮る形で「宮崎駿を父に持ち、父のもとで映画を作る。大変な逆境に置かれているわけで、誰も味わえない。それをやれるのは吾朗君だけ。日々、生きているという実感があるでしょう？」とコメントした。
押井守
（神山健治との対談で）「押井守はいわゆる娯楽映画というものをこんなに観た人はいないっていうぐらいいっぱい観てるんですよ。で、彼が本来やりたかったのは宮崎駿みたいな映画。ところがいざ自分が映画を作ろうとした時、同時代に宮崎駿がいた。そうすると「宮崎駿とまったく対極の映画とは何か？」っていうことを真剣に考えた人なんです」と述べている。
『天使のたまご』アニメ化に尽力している。この作品は、徳間書店が著作権に疎かったことから押井に無断で権利が売却され、海外で実写化された。

## 人物
- バロン吉元『柔俠伝』の愛読者。20代の頃は何度読み返していて、新装版発売にあたり「自分のベッドの傍に置いてある本の中で、漫画はバロンさんの作品だけ」と帯コメントを寄せている[25]。
- スタジオジブリは日本テレビ（読売新聞社系列のテレビ局）との縁が深いが、鈴木自身は大の中日ドラゴンズファンである。家では朝日新聞と東京中日スポーツを購読し、中でも東京中日スポーツは創刊時より読み続けている。
- 1993年に高畑勲に「朝日新聞で連載されている4コママンガ（『となりのやまだ君[26]』）をアニメ化出来ないか」と提案。一旦は却下されたものの、1996年に再度提案し、1999年に『ホーホケキョ となりの山田くん』が制作・公開された[27]。
- 選手では落合博満のファンで、自身のラジオ番組にゲスト出演してもらったことがあり、その後友人として親交を持っている。1991年には宮崎駿に落合博満と竜をモデルにしたキャラクターをデザインしてもらっている。2006年に中日ドラゴンズ公式ファンクラブが球団設立70周年を記念して創設された際、マスコットとして採用され、ガブリと名付けられた。自身もクラブより名誉会員1号の称号を贈られた。
- 喫煙者。『ゲド戦記』の公開前に受けたJT（日本たばこ産業）のインタビューにおいて、彼にとってはタバコが嗜好品であり、タバコ以外には特になく、タバコを吸っているため（鈴木自身の）ストレスが少ないのであると笑って答えた[28]。2016年には松山全日空ホテルにおいて、日本たばこ産業株式会社のJTフォーラムの講演を行っている[29]。
- キャスティングの特徴として、本業の声優ではなく、俳優やタレントを起用する傾向がある[30]。
- テレビアニメSHIROBAKOにおいて、「鈴木敏三」の名で凄腕のプロデューサーとして名が挙がっている。
- アジアの映画産業は門戸開放しており、映画公開も全アジア規模で行われているのに対して、日本ではアジアの映画は公開されず、「井の中の蛙」になってしまうとして、外国の人材を受け入れるべきであると主張している[31]。

## 略歴
- 1948年 - 愛知県名古屋市で誕生。
- 1967年 - 東海高等学校卒業。
- 1972年 - 慶應義塾大学文学部卒業。
- 1972年 - 徳間書店入社。
- 1982年 - 徳間書店『月刊アニメージュ』副編集長。
- 1986年 - 徳間書店『月刊アニメージュ』編集長。
- 1989年 - 徳間書店退社。
- 1989年 - スタジオジブリ入社。
- 1989年 - スタジオジブリ製作部部長。
- 1990年 - スタジオジブリ取締役。
- 1997年 - 徳間書店スタジオジブリ・カンパニープレジデント。
- 1999年 - 徳間書店スタジオジブリ事業本部本部長。
- 2004年 - 東京大学大学院情報学環特任教授。
- 2005年 - スタジオジブリ代表取締役社長。
- 2008年 - スタジオジブリ代表取締役プロデューサー。
- 2023年 - スタジオジブリ代表取締役社長（復帰）[32]。
- 2023年 - スタジオジブリ代表取締役議長[19]。

## 受賞歴
- 1992年 - 第11回藤本賞特別賞
- 1997年 - 第21回山路ふみ子文化賞
- 1998年 - 第17回藤本賞
- 2002年 - AMD Award / Digital Contents of the Year '01 特別賞
- 2002年 - デジタルコンテンツグランプリ2001 DCAj会長賞
- 2002年 - 2002年度エランドール賞プロデューサー賞
- 2002年 - 第21回藤本賞
- 2002年 - 第1回日本イノベーター大賞
- 2007年 - 第2回渡辺晋賞
- 2014年 - 第64回芸術選奨文部科学大臣賞[33]
- 2014年 - GQ MEN OF THE YEAR 2014[34]
- 2015年 - AMD Award / 20周年記念特別賞
- 2022年 - 第49回アニー賞・「ウィンザー・マッケイ賞」[35]
- 2024年 - 第78回毎日映画コンクール特別賞[36]
- 2024年 - 『君たちはどう生きるか』で第77回英国アカデミー賞アニメ映画賞[37]
- 2024年 - 『君たちはどう生きるか』で第96回アカデミー長編アニメ映画賞を受賞[38]

## 作品

### 映画
| 公開年 | タイトル                          | 役職                                 |
| ------ | --------------------------------- | ------------------------------------ |
| 1984   | 風の谷のナウシカ                  | 製作委員会実行委員                   |
| 1985   | 戦国魔神ゴーショーグン 時の異邦人 | 出版プロデューサー                   |
| 1986   | アリオン                          | 製作委員会実行委員                   |
| 1986   | 天空の城ラピュタ                  | 製作委員会実行委員                   |
| 1987   | 紅い眼鏡/The Red Spectacles       | 製作協力                             |
| 1987   | デジタル・デビル物語 女神転生     | プロデューサー                       |
| 1988   | となりのトトロ                    | 製作委員会実行委員                   |
| 1988   | 火垂るの墓                        | 企画                                 |
| 1989   | 魔女の宅急便                      | プロデューサー補佐                   |
| 1991   | おもひでぽろぽろ                  | プロデューサー                       |
| 1992   | 紅の豚                            | プロデューサー                       |
| 1994   | 平成狸合戦ぽんぽこ                | プロデューサー                       |
| 1995   | 耳をすませば                      | プロデューサー                       |
| 1995   | ジブリ実験劇場 On Your Mark       | プロデューサー                       |
| 1997   | もののけ姫                        | プロデューサー                       |
| 1999   | ホーホケキョ となりの山田くん     | プロデューサー                       |
| 2000   | サトラレ TRIBUTE to a SAD GENIUS  | 製作                                 |
| 2000   | 式日                              | 製作                                 |
| 2001   | リセス 〜ぼくらの夏休みを守れ!〜  | 製作                                 |
| 2001   | 千と千尋の神隠し                  | プロデューサー                       |
| 2002   | めいとこねこバス                  | プロデューサー                       |
| 2002   | コロの大さんぽ                    | 製作プロデューサー                   |
| 2002   | 猫の恩返し                        | 製作プロデューサー                   |
| 2002   | ギブリーズ episode2               | 製作プロデューサー・キャラクター原案 |
| 2004   | イノセンス                        | プロデューサー                       |
| 2004   | ハウルの動く城                    | プロデューサー                       |
| 2006   | ゲド戦記                          | プロデューサー                       |
| 2007   | 真・女立喰師列伝                  | 題字                                 |
| 2008   | 崖の上のポニョ                    | プロデューサー                       |
| 2009   | チェ 28歳の革命 / 39歳 別れの手紙 | キャッチコピー                       |
| 2010   | トイ・ストーリー3 Toy Story 3     | スペシャルサンクス                   |
| 2010   | 借りぐらしのアリエッティ          | プロデューサー                       |
| 2011   | コクリコ坂から                    | プロデューサー                       |
| 2012   | 巨神兵東京に現わる                | 製作                                 |
| 2013   | 風立ちぬ                          | プロデューサー                       |
| 2013   | かぐや姫の物語                    | 企画                                 |
| 2014   | 思い出のマーニー                  | 製作                                 |
| 2016   | ガルム・ウォーズ                  | 日本語版プロデューサー               |
| 2016   | レッドタートル ある島の物語       | プロデューサー                       |
| 2017   | メアリと魔女の花                  | 感謝                                 |
| 2021   | シン・エヴァンゲリオン劇場版      | 協力                                 |
| 2023   | 君たちはどう生きるか              | プロデューサー                       |

### テレビ
- 海がきこえる（1993年） - 企画
- ギブリーズ（2000年） - キャラクター原案
- 山賊の娘ローニャ（2014年） - 題字
- おねだり侍（2015年） - 題字
- アーヤと魔女（2020年） - プロデューサー
- NHK ふたりのディスタンス（2021年 - ） - 番組ロゴ[39]

### CM
- 日清製粉グループ本社（2010年 - ） - 企業CMキャラクター「コニャラ」を製作[40]。

### WEB
- 日本アニメ（ーター）見本市（2014年） - 題字・彩飾

### 小説
- 南の国のカンヤダ（2018年） - 著者

### その他
- ニコニコ超会議2017のキャッチフレーズ 題字
- スタジオジブリ 鈴木敏夫 言葉の魔法展
- BS松竹東急 「毎日おうちで劇場気分!」公式キャラクター「銀さん」「ミルさん」

## 出演

### 映画
- 夢を追いかけて（1993年4月10日劇場公開）
- 耳をすませば（1995年） - 西の友人
- もののけ姫（1997年）
- KILLERS キラーズ（2003年） - 悪徳アニメプロデューサー
- 立喰師列伝（2006年） - 冷やしタヌキの政
- 真・女立喰師列伝（2007年） - 「戦後思想」編集長・坂崎一の声
- 夢と狂気の王国（2013年）
- THE NEXT GENERATION -パトレイバー- 第6話（2014年）
- 血ぃともだち（2019年製作、2022年2月5日公開）- 播堂栄戸 役

### テレビドラマ
- 夢を追いかけて（1992年、よみうりテレビ）

### テレビ
- プロフェッショナル 仕事の流儀（2006年4月10日、同番組で取り上げられた）
- 情熱大陸（2014年8月3日）
- SWITCHインタビュー 達人達「鈴木敏夫×津野海太郎」（2020年11月28日、NHK Eテレ）[41]

### ラジオ
- 鈴木敏夫のジブリ汗まみれ（TOKYO FM 2007年10月7日〜 毎週日曜23:00 - 23:30、JFN38局ネット DJ）

### OV
- 「もののけ姫」はこうして生まれた。（1998年）
- ラセターさん、ありがとう（2003年）
- ポニョはこうして生まれた。〜宮崎駿の思考過程〜（2009年）

### ドキュメンタリー
- BS1スペシャル「さようなら全てのエヴァンゲリオン〜庵野秀明の1214日〜」（2021年4月29日、NHK BSP）[42]

## 著書
- 映画道楽（ぴあ、2005年4月／角川文庫、2012年11月）
- 仕事道楽－スタジオジブリの現場（岩波新書、2008年7月、増補版2014年5月）
- ジブリの哲学－変わるものと変わらないもの（岩波書店、2011年8月）、ドキュメントエッセイ
- 鈴木敏夫のジブリ汗まみれ（復刊ドットコム）、各対談本
  1. 2013年3月、ISBN 978-4-8354-4925-8
  2. 2013年7月、ISBN 978-4-8354-4926-5
  3. 2013年11月、ISBN 978-4-8354-4927-2
  4. 2014年7月、ISBN 978-4-8354-4928-9
  5. 2016年3月、ISBN 978-4-8354-4929-6
- 風に吹かれて（中央公論新社、2013年8月／中公文庫 2分冊、2019年3月）、聞き手：渋谷陽一
- ジブリの仲間たち（新潮新書、2016年6月）、口述回想
- ジブリの文学（岩波書店、2017年3月）、エッセイ・対談
- 人生は単なる空騒ぎ－言葉の魔法（角川書店、2017年12月）
- 禅とジブリ（淡交社、2018年7月）、玄侑宗久、横田南嶺ほか禅僧3名との問答
- 南の国のカンヤダ（小学館、2018年8月）、初の小説作品
- 天才の思考－高畑勲と宮崎駿（文春新書、2019年5月）、口述回想
- 新・映画道楽 ちょい町哀歌（角川文庫、2020年6月）、大楠道代との対談も収録
- ジブリの鈴木さんに聞いた仕事の名言（KADOKAWA、2020年12月）選：木村俊介、写真：Kanyada
- ALL ABOUT TOSHIO SUZUKI－オールアバウト 鈴木敏夫（KADOKAWA、2020年12月）、永塚あき子編
- 読書道楽（筑摩書房、2022年11月）、柳橋閑編
- スタジオジブリ物語（集英社新書、2023年6月）、責任編集
- 歳月（岩波書店、2023年7月）、人物エッセイ集
- されどわれらが日々（押井守と対談、DU BOOKS、2024年2月）
- ジブリをめぐる冒険（池澤夏樹と対談、スイッチ・パブリッシング、2024年3月）
- 体験的女優論（河出書房新社、2024年9月）

## 評伝
- 梶山寿子『ジブリマジック 鈴木敏夫の「創網力」』 講談社、2004年11月
  - 『鈴木敏夫のジブリマジック』 日本経済新聞出版社〈日経ビジネス人文庫〉、2009年6月
- 鈴木麻実子『鈴木家の箱』 筑摩書房、2023年9月
娘で『耳をすませば』の主題歌の和訳や『千と千尋の神隠し』の楽曲「ふたたび」の作詞を手がけている。

## 関連文献
- 鈴木敏夫インタビュー
- 人物列伝（インタビュー記事） - 慶應塾生新聞
- 鈴木敏夫さんと深夜の映画館で。 - ほぼ日刊イトイ新聞
- 鈴木敏夫とイノセンス - ほぼ日刊イトイ新聞
- 「起きてほしくない未来」を描く映画 岩井俊二×鈴木敏夫対談／CINRA.NET2011年12月30日掲載
- 石井朋彦『自分を捨てる仕事術　鈴木敏夫が教えた「真似」と「整理整頓」のメソッド』WAVE出版、2016年